# بنیاد دنیل لانگلوا
بنیاد دنیل لانگلوا (انگلیسی: Daniel Langlois; ۶ آوریل ۱۹۵۷ – ۱ دسامبر ۲۰۲۳) بنیادی هنری است که دنیل لانگلوا، پویانما، مخترع، و نیکوکار اهل کانادا آنرا تاسیس کرد.
بنیاد دانیل لنگلویس یک سازمان غیرانتفاعی و بشردوستانه است که با هدف حمایت از پروژه های هنری و علمی و تحقیقات اختصاص یافته به آگاهی عمومی بیشتر انسان و همچنین درک روابط انسانی با طبیعت و فناوری تاسیس شده است.
هدف این بنیاد ارتقای دانش هنری و علمی از طریق ترویج نشست هنر و علم در حوزه فناوری و محیط زیست است. این بنیاد به دنبال پرورش آگاهی انتقادی از پیامدهای فناوری برای انسان‌ها و محیط‌های طبیعی و فرهنگی آنها و ترویج پژوهش در زیبایی‌شناسی مناسب با محیط‌های در حال تکوین انسانی است. 
دنیل لانگلوا  بنیانگذار و رئیس افتتاحیه شرکت Softimage بود که در زمینه های سینما و ایجاد رسانه به دلیل فناوری های دیجیتالی، به ویژه تکنیک های انیمیشن کامپیوتری سه بعدی آن شناخته شده است. از نرم افزار آن برای ایجاد جلوه های سه بعدی در فیلم هایی مانند ماتریکس ، تایتانیک ، مردان سیاه پوش ، پارک ژوراسیک و ترمیناتور 2 استفاده شد.